# Sergei Jakowlewitsch Schuk
Sergei Jakowlewitsch Schuk (russisch Сергей Яковлевич Жук, wiss. Transliteration Sergej Jakovlevič Žuk; * 23. Märzjul. / 4. April 1892greg. in Kiew, Russisches Kaiserreich; † 1. März 1957 in Moskau, Sowjetunion) war ein sowjetischer Wasserbauingenieur.

## Biografie
Schuk stammte aus einer ukrainischen bürgerlichen Familie. Er besuchte das 2. Kiewer Gymnasium, nach dem Tod seines Vaters wurde er in das Kadettenkorps von Orlowsk eingeschrieben. 1914 schrieb er sich in das Petrograder Institut für Bauingenieure ein, ein Jahr später wechselte er an die staatliche Universität für Transportwesen St. Petersburg. Aufgrund der großen Verluste, die die russische Armee bei den Kämpfen mit deutschen Truppen hinnehmen musste (→Ostfront (Erster Weltkrieg)), wurde Schuk zwangsweise eingezogen und an die Alexeijew-Schule für Pionierwesen in Kiew überstellt, deren Ausbildung er im November 1916 abschloss. Danach leistete Schuk Militärdienst in einem Pionierbataillon in Sibirien.
Während des Russischen Bürgerkriegs war Schuk bis in das Jahr 1919 in der Armee des Admirals Koltschak. Nach Koltschaks Niederlage wurde Schuk durch die Bolschewiki gefangen genommen. Kurz darauf trat Schuk in die Rote Armee ein. Nach dem Ende des Bürgerkrieges blieb Schuk in der Roten Armee und war Ausbilder an der Kamenew-Militärschule, der Artillerieschule Sumsk und der Infanterieschule Poltawa.

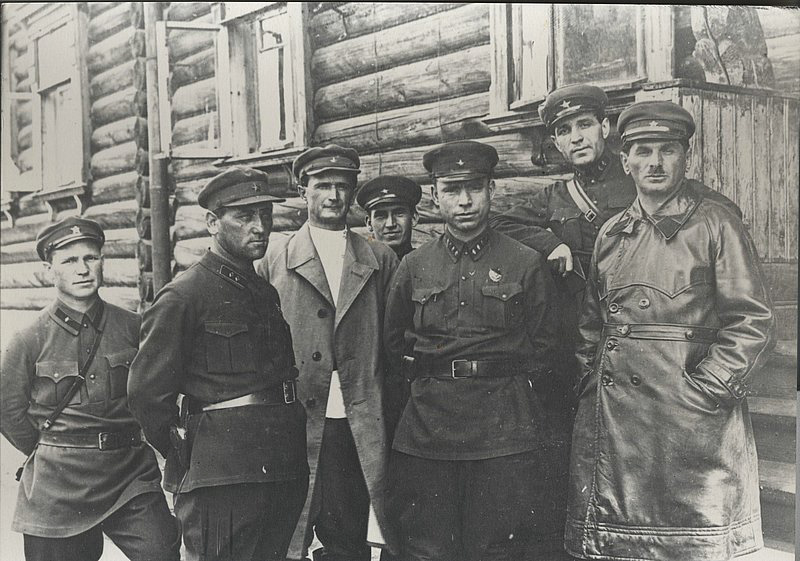
Leitende Personen während des Baus des Weißmeer-Ostsee-Kanals. Schuk befindet sich an zweiter Stelle von Rechts. (Juli 1932)

Am 10. Januar 1931 wurde er wegen des Verdachts der Zugehörigkeit zu einer konterrevolutionären Offiziersorganisation vom OPGU verhaftet und Verlauf des Jahres im Gulag beim Bau des Weißmeer-Ostsee-Kanals eingesetzt. Am 14. Juli 1932 wurde Schuk freigelassen und beteiligte er sich als stellvertretender Gulag-Chefingenieur weiterhin am Bau des Kanals, wobei er sich mit Fragen des Wasserbaus beschäftigte. Sein Bauleiter war Wladimir Schurin.
Im Dezember 1933 wurde Schuk Chefingenieur für den Bau des Moskwa-Wolga-Kanals, bis 1937 kamen die Projekte des Rybinsker Stausees, des Wasserkraftwerks Uglitsch und des Wasserkraftwerks Iwankowsk hinzu. Später war Schuk verantwortlich für den Bau des Wasserkraftwerks Kuibyschew, den Bau des Wolga-Don-Komplexes und Wasserkraftwerks Zimljansk.
1953 wurde er zum Mitglied der Akademie der Wissenschaften der UdSSR gewählt.
Nach dem Tod Schuks wurde seine Urne an der Kremlmauer in Moskau beigesetzt.

## Rezeption
Alexander Solschenizyn nannte Schuk in seinem Buch Der Archipel GULAG zusammen mit Semjon Firin, Matwei Berman, Naftali Frenkel, Lasar Kogan und Jakow Rapoport einen „gedungenen Mörder, der [ beim Bau des Weißmeer-Ostsee-Kanals ] mindestens dreißigtausend Menschenleben auf dem Gewissen hat“. Nach dem Ende der Sowjetunion wurde diese Aussage als falsch dargestellt, etwa in der Publikation „Die Geschichte von Hydroprojekt 1930 - 2000.“. Solschenizyn strich daraufhin Schuks Namen, sodass er in späteren Ausgaben des „Archipel GuLag“ nicht mehr erwähnt wird.